# Heteroconops tasmaniensis
Heteroconops tasmaniensis är en tvåvingeart som beskrevs av Krober 1940. Heteroconops tasmaniensis ingår i släktet Heteroconops och familjen stekelflugor. Inga underarter finns listade i Catalogue of Life.